# 부산만

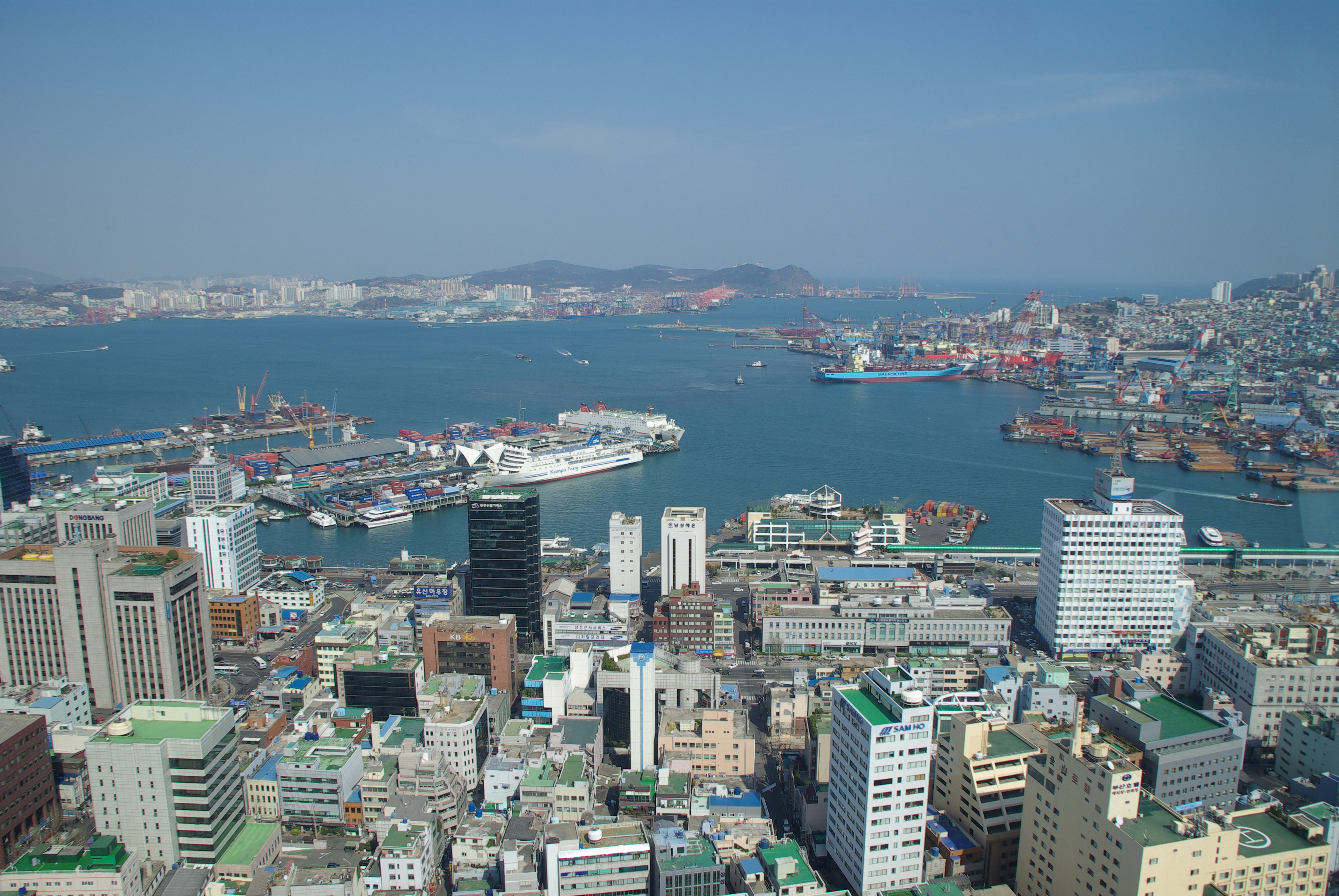
부산항을 낀 부산만

부산만(釜山灣)은 대한민국 부산광역시 남부에 위치한 만이다.

## 같이 보기
- 부산항